# Jane Austen Centre
Jane Austen Centre ligger vid Gay Street nr 40 i Bath, Somerset, England och är en permanent utställning som berättar om Jane Austens liv i Bath och hur vistelsen där påverkade henne och hennes författarskap. Flera av Austens böcker utspelar sig delvis i Bath, som var en kurort på modet vid denna tid.
Jane Austen centre anordnar bland annat en Jane Austen-festival i september varje år, vandringar i Bath och gruppvisningar i huset.

## Jane Austen böcker med handling i Bath
- Emma
- Northanger Abbey
- Övertalning